# Heian-jingū

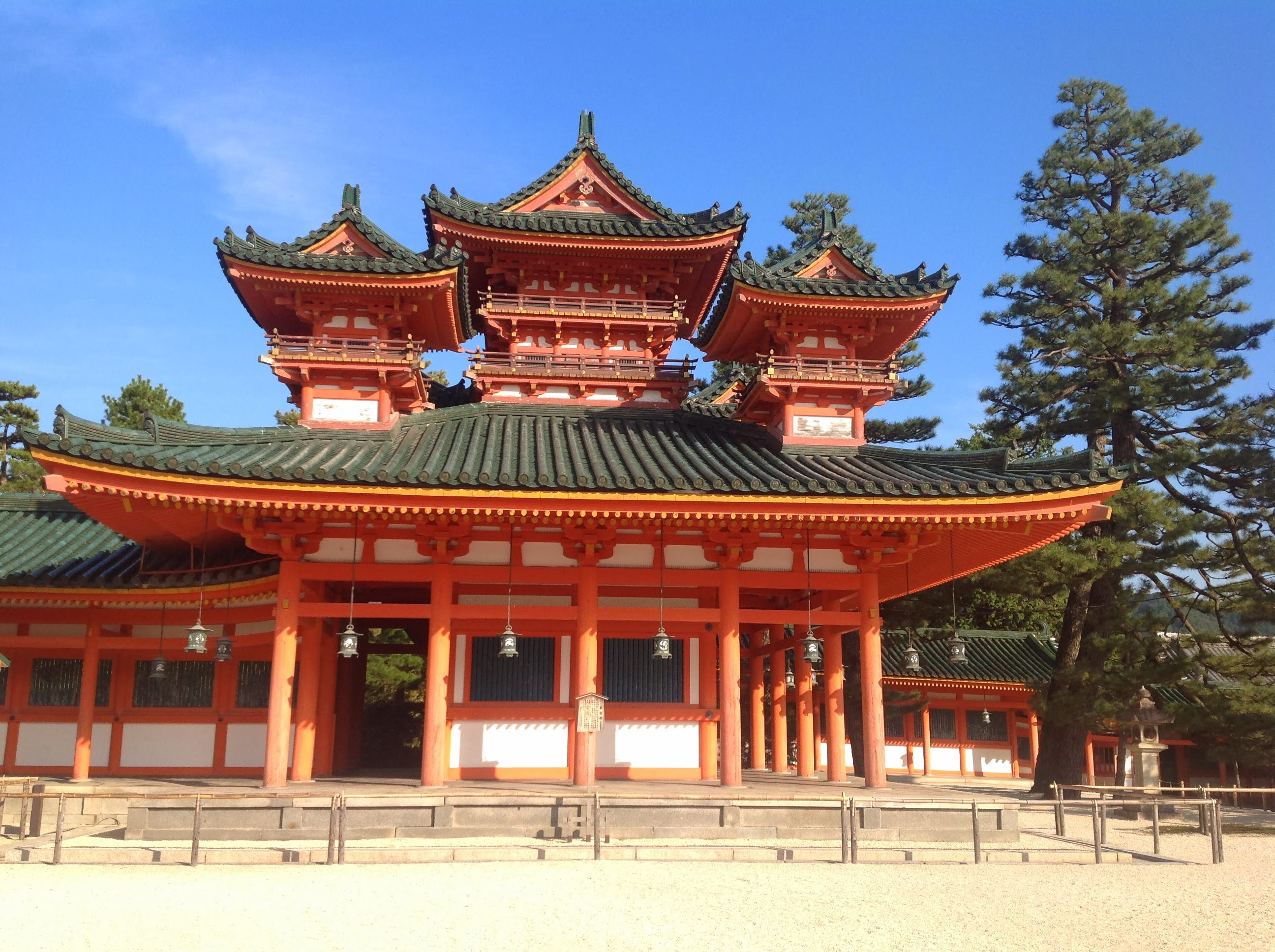

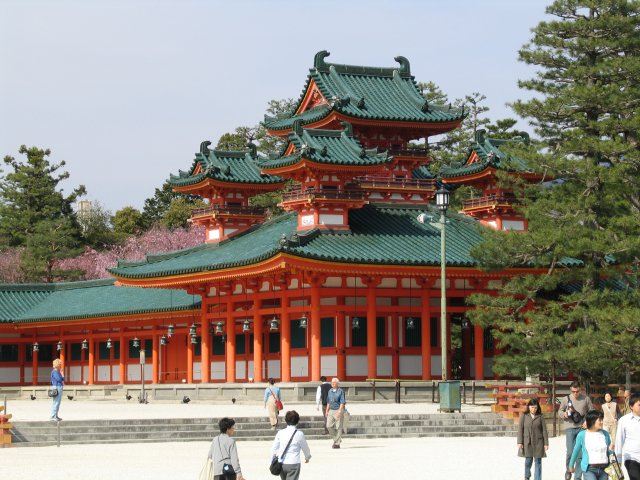
Le sanctuaire de Heian.

Heian-jingū (平安神宮, Heian-jingū) est un sanctuaire shinto situé dans le quartier Sakyō-ku de Kyoto au Japon. Le sanctuaire est classé beppyou jinja (le premier rang pour les sanctuaires) par l'association des sanctuaires shinto. Il est un des chokusaisha. Il est classé bien culturel important du Japon.

## Histoire

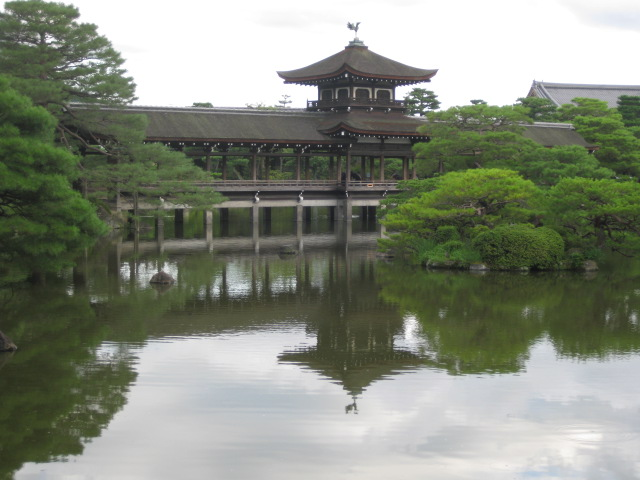
Le lac du sanctuaire.

En 1895, la construction d'une reproduction partielle du palais Heian de Heian-kyō (ancienne Kyoto) est décidée à l'occasion du 1 100e anniversaire de la création de Heian-kyō, ancien nom de Kyoto. L'exposition industrielle (exposition destinée à montrer le développement des cultures japonaises et étrangères), dont cette réplique devait être le principal monument, s'est tenue à Kyoto cette année. Cependant, faute de pouvoir acquérir suffisamment de terrain là où se tenait auparavant le palais Heian, le bâtiment a été construit à Okazaki à une échelle de 5/8 de l'original. Le Heian-jingū a été bâti sur les plans de l'architecte Itō Chūta.
Après l'exposition, le bâtiment a été conservé comme sanctuaire à la mémoire du cinquantième empereur, Kanmu, qui occupait le trône du Chrysanthème lorsque Heian-kyō est devenue la capitale. En 1940, l'empereur Kōmei, dernier empereur à résider à Kyoto, est ajouté à la liste des dédicataires du sanctuaire.
En 1976, le sanctuaire est la proie des flammes et neuf bâtiments dont le honden, le sanctuaire principal, sont détruits. Trois ans plus tard, les bâtiments incendiés ont été reconstruits avec l'argent recueilli par donations publiques.

## Architecture

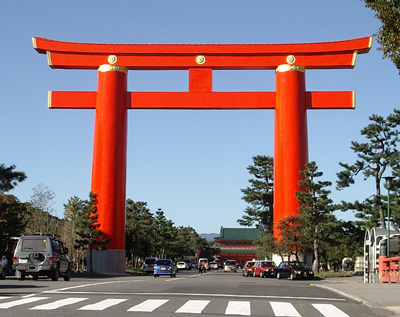
Le torii de Heian-jingū.

L'architecture reprend celle du Chōdōin (palais de l'empereur sur les anciens emplacements) au 5/8 (en longueur). La grande porte d'entrée rouge est une reproduction du Outenmon du Chōdōin. L'architecture du palais principal reflète le style et les caractéristiques du palais impérial de Kyoto, c'est-à-dire le style des XIe et XIIe siècles (fin de l'époque de Heian). Le torii en béton armé de 24,2 m de haut et avec un arc de 33,9 m de long est le deuxième plus haut du Japon après celui de Yasukuni-jinja.

## Jardin
Le jardin dans le style de l'ère Meiji, est divisé en quatre parties, chacune orientée vers les quatre directions cardinales. Il occupe environ la moitié de la superficie du site (approx. 33 000 m2). Le jardinier Jihei Ogawa, septième génération, y a consacré plus de vingt ans et l'eau utilisée dans les étangs provient du canal du lac Biwa. Le lac abrite des espèces rares au Japon comme l'Acheilognathus cyanostigma, les tortues Mauremys mutica et Mauremys japonica. Les visiteurs peuvent nourrir les poissons et les tortues avec des appâts vendus autour des étangs.

## Festivals
À la fin du mois de janvier, un festival célèbre la mémoire de l'empereur Komei et, au début du mois d'avril, un festival en l'honneur de l'empereur Kammu est un événement annuel.
Tous les 22 octobre, Heian-jingū accueille le Jidai matsuri, l'un des plus importants festivals de Kyoto. Le cortège de ce festival commence à l'ancien palais impérial et comprend la procession des mikoshi (sanctuaires portables) des empereurs Kanmu et Kōmei vers Heian-jingū.
Le sanctuaire est utilisé pour les mariages traditionnels japonais ainsi que des concerts. Bien que populaire, il est rare qu'un concert moderne soit donné dans un lieu historique tel que les sanctuaires, mais la fusion de la culture moderne et de l'ancienne est devenue commun à Kyoto.

## Autour du sanctuaire
Le parc Okazaki se trouve près du sanctuaire qui est par ailleurs entouré de la bibliothèque publique de Kyoto, du musée municipal d'art de Kyoto, du musée d’art moderne de Kyoto, du ROHM Theatre Kyoto et du zoo de Kyoto.